# Hendíade
Hendíade é uma figura de retórica que consiste na utilização de dois nomes ou substantivos coordenados em vez de um substantivo e seu atributo. Por extensão, é o uso de duas palavras para expressar um só conceito. Como exemplo temos: «bens e dinheiro» por «riqueza».